# 李東根
李東根（韓語：이동근，1990年11月20日—），韓国男子羽毛球運動員。

## 簡歷
2010年11月，李東根出戰韓國羽毛球大獎賽，在準决赛中以0比2 （14-21、14-21）不敌赛会6号种子、中国的王睁茗。
2012年5月，李東根代表韓國國家隊參加中國武漢舉行的湯姆斯盃，助球隊贏得亞軍。年底12月，他出戰韓國羽毛球黃金大獎賽，在决赛中以2比0 （21-17、21-14）击败了赛会4号种子、泰国的达农沙·森颂汶素，赢得了黄金大奖赛冠军。
2013年8月，李東根參加中國廣州舉行的世界羽毛球錦標賽，出戰男子單打項目，在首圈就以1比2（16-21、21-17、15-21）負於9號種子、丹麥的简·奥·约根森出局。
2014年8月，李東根參加丹麥哥本哈根舉行的世界羽毛球錦標賽，出戰男子單打項目，首圈就以0比2（11-21、12-21）負於頭號種子、馬來西亞的李宗伟出局。
2014年11月，李東根出戰韓國羽毛球大獎賽，在决赛中以2比0 （21-18、24-22）击败了赛会5号种子、师兄李炫一，赢得冠军。
2015年8月，李東根參加印尼雅加達舉行的世界羽毛球錦標賽，出戰男子單打項目，首圈就以0比2（13-21、22-20、15-21）不敵越南的阮進明出局。
2015年11月，李東根出戰韓國羽毛球大獎賽，在决赛中以2比1 （17-21、21-14、21-14）击败了赛会2号种子、师兄李炫一，成功地卫冕男单冠军。
2017年4月，李東根出戰新加坡羽毛球超級賽。首圈，鏖战三局以2比1 （19-21、21-15、21-18）力克印尼的索尼·昆科罗。次圈，再次苦战三局以2比1 （21-14、12-21、18-21）击退了赛会7号种子、香港新秀伍家朗。八强中，以2比0 （21-18、21-16）力挫印尼的乔纳坦·克里斯蒂。四强中，表现不佳以0比2 （6-21、8-21）不敌印度的塞·帕拉内斯·巴米迪帕提，首次打进超级系列赛四强佳绩。

## 主要比賽成績
只列出曾進入準決賽的國際賽事成績：
| 年份   | 賽事                 | 公開賽級別 | 項目     | 成績   |
| ------ | -------------------- | ---------- | -------- | ------ |
| 2008年 | 亚洲青年羽毛球錦標賽 | 其他       | 混合團體 | 亞軍   |
| 2008年 | 世界青年羽毛球錦標賽 | 其他       | 混合團體 | 亞軍   |
| 2008年 | 世界青年羽毛球錦標賽 | 其他       | 男子單打 | 铜牌   |
| 2010年 | 韓國羽毛球大獎賽     | 大獎賽     | 男子單打 | 準決賽 |
| 2012年 | 湯姆斯盃             | 其他       | 男子團體 | 亞軍   |
| 2012年 | 韓國羽毛球黃金大獎賽 | 黃金大獎賽 | 男子單打 | 冠軍   |
| 2013年 | 紐西蘭羽毛球大獎賽   | 大獎賽     | 男子單打 | 準決賽 |
| 2013年 | 蘇迪曼盃             | 其他       | 混合團體 | 亞軍   |
| 2014年 | 亞洲運動會羽毛球比賽 | 其他       | 男子團體 | 金牌   |
| 2014年 | 韓國羽毛球大獎賽     | 大獎賽     | 男子單打 | 冠軍   |
| 2015年 | 蘇迪曼盃             | 其他       | 混合團體 | 季軍   |
| 2015年 | 韓國羽毛球大師賽     | 大獎賽     | 男子單打 | 冠軍   |
| 2015年 | 墨西哥城羽毛球大獎賽 | 大獎賽     | 男子單打 | 冠軍   |
| 2016年 | 亞洲羽毛球團體錦標賽 | 其他       | 男子團體 | 季軍   |
| 2016年 | 湯姆斯盃             | 其他       | 男子團體 | 季軍   |
| 2017年 | 新加坡羽毛球超級賽   | 超級賽     | 男子單打 | 準決賽 |
| 2017年 | 蘇迪曼盃             | 其他       | 混合團體 | 冠軍   |
| 2017年 | 韓國羽毛球大師賽     | 大獎賽     | 男子單打 | 準決賽 |
| 2018年 | 亞洲羽毛球團體錦標賽 | 其他       | 男子團體 | 季軍   |
| 2018年 | 美國羽毛球公開賽     | 超級300賽  | 男子單打 | 冠軍   |
| 2018年 | 日本羽毛球公開賽     | 超級750賽  | 男子單打 | 準決賽 |
| 2021年 | 西班牙羽毛球大師賽   | 超級300賽  | 男子單打 | 準決賽 |

| 2007-2017年 | 首要超級賽 | 超級賽 | 黃金大獎賽 | 大獎賽 | 國際挑戰賽 | 國際系列賽 | 未來系列賽 | 其他 |

| 2018-2026年 | 總決賽 | 超級1000賽 | 超級750賽 | 超級500賽 | 超級300賽 | 超級100賽 | 國際挑戰賽 | 國際系列賽 | 未來系列賽 | 其他 |

### 世界冠軍頭銜
李東根在羽毛球生涯中共奪得1項羽毛球世界冠軍頭銜。
| 賽事     | 奪冠次數 | 年份               |
| -------- | -------- | ------------------ |
| 蘇迪曼盃 | 1        | 2017年（混合團體） |
| 總計     | 1        |                    |

### 奧運會和世錦賽參賽紀錄
|          | 2013 | 2014 | 2015 | 2016       |      | 2019 |
| 男子單打 | 64強 | 64強 | 64強 | 小組第三名 | 32強 |      |